# Riobrancomyrfågel
Riobrancomyrfågel (Cercomacra carbonaria) är en sydamerikansk utrotningshotad fågel i familjen myrfåglar.

## Utseende och läten
Riobrancomyrfågeln är en medelstor (15 cm) och långstjärtad myrfågel. Hanen är mestadels svart, med diffusa vita streck på strup och bröst samt vita kanter på vingtäckare och stjärtfjäderspetsar. Honan är mörkt skiffergrå med gråstreckad vit strupe och ockrafärgad undersida. Den är svart på vingar och stjärt, med samma teckningar som hanen. Lätet beskrivs som en serie med upp till 20 tydliga "pook" eller snabbare "kikuk".

## Utbredning och status
Fågeln förekommer i nordligaste Brasilien (längs Rio Branco) och i angränsande Guyana. IUCN kategoriserar arten som sårbar.